# Blanche DeVries
Blanche DeVries (före 1914 Daci Shannon), född 7 september 1891 i Adrian, Michigan, död 4 september 1984 i Pomona, New York, var en amerikansk yogalärare som kom att få mycket stor betydelse för utvecklingen av yoga i USA och västvärlden.

## Biografi
Blanche DeVries var som ung en lovande sångerska och kom som till New York för att påbörja en musikkarriär. Hon mötte där 1913 Pierre Bernard (1875-1955) på en av de Yoga-skolor han öppnat i New York på 1910-talet. Barnard var yogalärare, forskare, filosof, mystiker och affärsman, och känd för att ha lanserat Hatha yoga och tantra i USA.
Blanche de Vries var en framgångsrik elev till Bernard och blev 1914 utsedd att ansvara för en yogaskola för kvinnor i New York. År 1918 gifte hon om sig med Bernard. Hon kombinerade orientalisk dans med yoga och öppnade i februari 1919 ett Yoga Gymnosophy Institute i en femvåningsbyggnad på East Fifty-third Street, uppbackad av rika finansiärer.
Pierre Bernard hade 1918 fått “Clarkstown Country Club” (före 1920 kallad Braeburn Country Club), en stor egendom med en byggnad med trettio rum i Nyack, New York, av en sina anhängare och elever. Blanche de Vries ärvde alla Bernards tillgångar inklusive Clarkstown Country Club efter hans död år 1955. 
Blanche de Vries medverkade till att bjuda in B.K.S. Iyengar till USA år 1956, vars yogametoder hon lanserade. En av hennes elever, Indra Devi, öppnade en filial i Hollywood, och lockade elever som Gloria Swanson, Ruth St. Denis och Greta Garbo.
Blanche de Vries undervisade i yoga till 1982.